# Ila (cantautrice)
ila, pseudonimo di Ilaria Scattina (Genova, 27 aprile 1978), è una cantautrice italiana. Compone in italiano, inglese, genovese.

## Biografia
Cresce nella sua città natale, Genova, dove suona dal 1995 come chitarrista e cantante per poi emergere come cantautrice. Nel 2000 si trasferisce a Milano, e in quel periodo comincia a collaborare con l'etichetta italiana CinicoDisincanto. Nel 2004 pubblica il suo primo singolo "Penso Troppo".
Dopo un radio tour, registra il suo primo album, Malditesta, per la CinicoDisincanto/Tube Jam Records che viene poi pubblicato nel 2007, partecipa a SanremoOff, a "Primomaggio tutto l'anno" e vince il premio Ecoradio per la pace.
A questo disco segue un tour che la porta a dividere il palco con la tedesca Ayo, il norvegese Terje Nordgarden e Daniele Silvestri.
Dopo il primo disco pubblica l'EP "Va tutto bene" (Tube Jam Records 2009) e "Se potessi volare" (Tube Jam Records 2010), per poi passare alla composizione in lingua inglese e alla creazione della nuova band "Ila & the Happy Trees".
Durante il 2010 viene scelta per il progetto inglese "Aftershock Project" ideato dal produttore e compositore Nitin Swahney, con il quale condivide il palco in Inghilterra e in Italia.
Nel 2011 pubblica il secondo album dal titolo "Little world" che la fa conoscere anche all'estero, grazie alla partecipazione del produttore Jesse Harris, la francese Pascal Daniel e Robi Zonca. Ne segue un tour che la porta fare da artista supporto di Cristina Donà.
Nel 2011 pubblica un terzo EP dal titolo "I love the little things".
Ad ottobre 2012 debutta come scrittrice pubblicando il suo primo romanzo dal titolo "Vietato guardare il cielo" (Buk Edizioni).
A novembre 2012 pubblica il terzo album, secondo con gli Happy trees, dal titolo "Believe it", un lavoro in inglese, italiano, genovese e portoghese, che vede la collaborazione con Franco Cava (cantautore italo/brasiliano), con il quale compone la canzone "O çê".
Ad ottobre 2014 pubblica il disco "Ila and her fellows", un album di reinterpretazioni di brani tradizionali di matrice spiritual, folk blues e old country che vede protagonisti con Ila, 16 musicisti: Teo Marchese, Lorenzo Fugazza, Alessandro Ducoli, Robi Zonca, Veronica Sbergia, Marco Grompi, Stefano Galli, Daniele Gozzetti, Sir & The Ivanoe, Gessica Crotti, Stefano Donadoni, Teo Airoldi, Paolo Cavagnini, Rosario Rampulla, Fabio Costanzo.
Il 29 settembre 2015 esce il nuovo disco "Le scarpe rosse" (Uncle Singer Production - Edizioni Ishtar), prodotto con l'aiuto della gente, arrangiato dalla stessa Ila, con il supporto di Teo Marchese, Lorenzo Fugazza, Paolo Legramandi, Francesco Chebat, Daniel Plentz, Edoardo Cerea e Israel Varela.
A Marzo 2019 realizza un secondo disco di "ila and her fellows" per raccogliere fondi in aiuto dei lavoratori rimasti disoccupati a causa della caduta del Ponte Morandi di Genova. "Per Genova" vede come protagonisti musicisti lombardi e liguri, quali: Ila Scattina, Francesco Garolfi, Andrea Di Marco, Roberto Tiranti, Teo Marchese, Emilio Pastorino, Rafael Didoni, Rocco Bergamelli, Luciano Ravasio, Riky Anelli, Andy Brevi, Beppe Maggioni, Alessandro Ducoli, Daniele Gozzetti, Fabrizio Gelli, Alberto Sonzogni, Robi Zonca, Andy Ronchi E Teo Airoldi, Claudia Cazzoli.
Ad Aprile 2020 ila pubblica un singolo dal titolo "Vola", raccogliendo commenti e testimonianze delle persone durante il primo lockdown, arrangiato da Matteo Marchese e mixato da Marco Olivi. Ne realizza un video con i disegni dei bambini in lockdown.
Ad Ottobre 2022 pubblica il singolo "Without you" (Sounzone/Artisti First) che anticipa l'uscita del nuovo disco di ila & the happy trees, "Undici", pubblicato l'11 Novembre 2022, arrangiato insieme a Matteo Marchese, mixato da Pier Ballarin (Unnecessary Recordings), in cui suonano Teo Marchese, Lorenzo Fugazza, Paolo Legramandi, Roberto Dragonetti, Alice Visconti, Diego Zanetto, publishing Sounzone, distribuzione Artisti First.
Ila è anche regista (nota come Ila Scattina) di videoclip musicali, documentari sociali e web serie.

## Band
La band Ila & the happy trees è formata da:
- Ila, voce, chitarra, ukulele, drum programming, synth
- Paolo Legramandi, basso e cori
- Teo Marchese, batteria, percussioni e cori
- Lorenzo Fugazza, chitarra, banjo e cori.

## Altre attività
Nel 2008 realizza, come regista, il documentario La guerra dei poveri che descrive la situazione dei musicisti in Italia.
Nel 2010 crea l'iniziativa benefica La musica regala il cuore - Settimana della musica che porta musicisti di ogni genere a suonare negli ospedali e nei ricoveri di tutta Italia e la organizza per edizioni.
Dal 2013 gira il documentario ad episodi "Nei tuoi panni" che viene pubblicato su Youtube da febbraio 2016.
Nel 2018 realizza, come regista, la web serie "Testimioni di Genova".
Nel 2022, sempre in qualità di regista ed autrice, comincia una collaborazione con Giffoni Film Festival e la casa di produzione Kinedimorae per la realizzazione della seconda stagione della docu-serie "Nei tuoi panni".
Nel 2023 realizza, come regista, il documentario "Identico a me" sulla Comunità terapeutica AGA – in prima visione su Amazon Prime 

## Discografia

### Album in studio
- 2007 - Malditesta (CinicoDisincanto/Tube Jam records)
- 2011 - Little World (Tube jam records - Egea distribuzione)
- 2012 - Believe It (Mokili - Ishtar edizioni)
- 2014 - Ila and Her Fellows (Uncle singer production)
- 2015 - Le scarpe rosse (Uncle singer production)
- 2019 - Per Genova - Ila and Her Fellows (Uncle singer production)
- 2022 - Undici (Sounzone)

### Compilation
- 2007 - Pallottolion in PrimoMaggio tutto l'anno
- 2010 - Cala la pace in Natale nelle Pievi
- 2011 - La Lingua in Anatomia Femminile
- 2016 - Angels and beans in Lo chiamavano Bud

### Singoli
- 2004 - Penso troppo (CinicoDisincanto)
- 2011 - Tomorrow (Tube jam records - Egea distribuzione)
- 2019 - Vola (Uncle Singer Production)
- 2022 - Without you (Sounzone)

### Video
- 2011 - I'll close the door, Uncle singer Production
- 2011 - Tomorrow, diretto da Francesco Di Maio
- 2012 - Sun, Uncle singer Production
- 2013 - O çê, Uncle singer Production
- 2013 - Tu generico, Uncle singer Production
- 2013 - Believe it, Uncle singer Production
- 2014 - Bolla, Uncle singer Production
- 2015 - L'uomo senza memoria, Uncle singer production
- 2015 - Hai mai pensato, Uncle singer production
- 2016 -  Antonio, Uncle singer production
- 2016 - Non sono il tuo nemico, Uncle singer production
- 2016 - Dovessi andarmene, Uncle singer production
- 2019 - Vola (Uncle Singer Production)
- 2022 - Without you (Sounzone)
- 2022 - Let the child run (Sounzone)